# Shayne Graham
Michael Shayne Graham (født 9. december 1977 i Radford, Virginia, USA) er en amerikansk footballspiller, der spiller i NFL som place kicker for New Orleans Saints. Han kom ind i ligaen i 2001 og har tidligere spillet en for adskillige af ligaens hold, længst tid hos Cincinnati Bengals.
Graham er en enkelt gang, i 2005, blevet udvalgt til Pro Bowl, NFL's All Star-kamp.

## Klubber
- Richmond Speed (2000)
- Buffalo Bills (2001)
- Carolina Panthers (2002)
- Cincinnati Bengals (2003–2009)
- New York Giants (2010)
- New England Patriots (2010)
- Miami Dolphins (2011)
- Baltimore Ravens (2011)
- Houston Texans (2012)
- Pittsburgh Steelers (2013)
- New Orleans Saints (2013–2014)
- Atlanta Falcons (2015)